# Typhlodromus nilgiriensis
Typhlodromus nilgiriensis är en spindeldjursart som beskrevs av Gupta 1986. Typhlodromus nilgiriensis ingår i släktet Typhlodromus och familjen Phytoseiidae. Inga underarter finns listade i Catalogue of Life.